# Jocquella
Jocquella là một chi nhện trong họ Telemidae.